# Misión San Rafael Arcángel

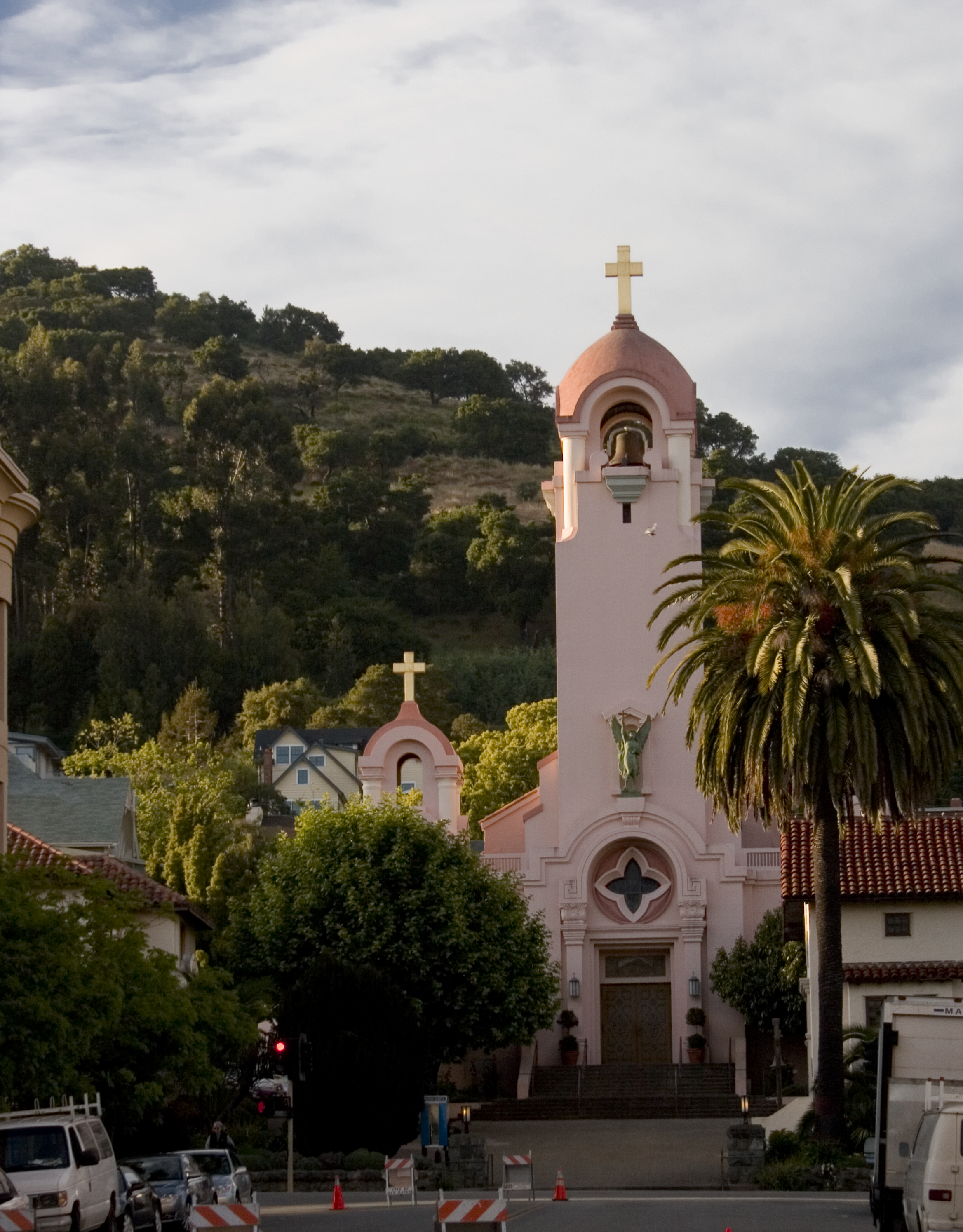
Misión de San Rafael Arcángel

La Misión de San Rafael Arcángel fue fundado en 1817 como una asistencia ("sub-misión") médica de la Misión San Francisco de Asís. Era un hospital para tratar americanos nativos enfermos, haciéndolo el primer sanatorio en Alta California. El tiempo era mucho mejor que en San Francisco, el cual ayudó que mejoren los enfermo. No fue pretendido para ser una misión sola, pero no obstante creció y prosperó y le fue concedido el estatus de misión en el 19 de octubre de 1822.

## Historia
La Misión San Rafael Arcángel fue fundado donde hoy en día está San Rafael, el 4 de diciembre de 1817, por el Padre Vicente Francisco de Sarría, como asistencia ("sub-misión") médica de la Misión de San Francisco para tratar su población enferma. fue concedido estatus de misión en 1822.
Era unas de las misiones que fueron entregadas al gobierno mexicano en 1833 después del acto de secularización de 1833. En 1840, había 150 indios todavía en la Misión. Para 1844, la Misión San Rafael Arcángel había sido abandonado; lo que quedó de los edificios vacíos fue vendido por $8,000 en 1846. La Misión estuvo utilizada por John C. Fremont como su sede durante las batallas para hacer de California una posesión de Estados Unidos (vea Revolución de la Bandera del Oso).
En el 28 de junio de 1846, tres hombres salieron de la misión, incluyendo Kit Carson, y asesinaron a tres californios desarmados bajo la orden de John C. Fremont; Don José R. Berreyesa, padre de José de los Santos Berreyesa, junto con los hijos gemelos (Francisco y Ramón) de Francisco De Haro.
En 1847, un sacerdote volvió a vivir en la Misión. Una iglesia parroquial nueva fue construida cerca las ruinas de la antigua capilla en 1861, y en 1870, el resto de las ruinas fueron removidas para hacer espacio para la ciudad de San Rafael. Lo único que quedó de la Misión era un peral solitario de la huerta de la Misión vieja. Es por esta razón que San Rafael es considerada "la mas obliterada de las misiones de California."
En 1949, una replica de la capilla fue construida a la par de la actual iglesia de San Rafael en el sitio del hospital original en San Rafael, California.

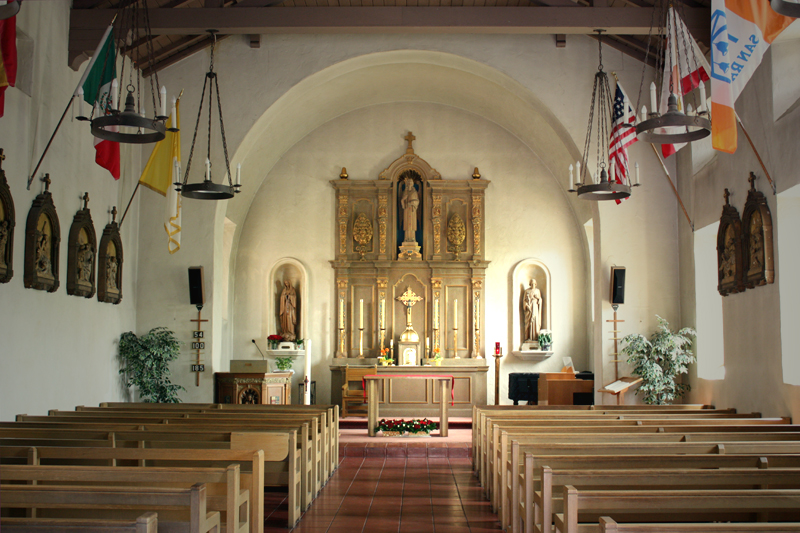
Interior de la capilla en la Misión San Rafael Arcángel tomado en 1974.